# Rue Pillore
La rue Pillore est une voie publique de la commune de Rouen.

## Situation et accès
La rue Pillore est située à Rouen. Elle se trouve en lieu et place de l'ancien lieu-dit Pré de la Bataille, qui constitue plus tard une portion du faubourg Cauchoise. Elle appartient désormais au quartier Pasteur-Madeleine. Elle est parfaitement rectiligne.
La rue du Pré-de-la-Bataille lui est perpendiculaire.

## Origine du nom
Elle porte le nom de Henri Pillore (1807-1855), médecin né à Rouen, élève de Lecat.